# Social-Impact-Theorie
Die Social-Impact-Theorie (englisch: social impact „sozialer Einfluss“) wurde 1981 vom US-amerikanischen Sozialpsychologen Bibb Latané aufgestellt. Sie beschreibt Bedingungen, unter denen ein Mensch dem normativen Einfluss einer Gruppe am ehesten Folge leistet. Der Einfluss wird bestimmt durch die Stärke und Unmittelbarkeit der Gruppe sowie die Anzahl der Gruppenmitglieder.
Die Social-Impact-Theorie entwickelte sich aus der gemeinsamen Forschung von Bibb Latané und John M. Darley (1970) zum Konzept der Verantwortungsdiffusion. Dieses besagt, dass bei Anwesenheit anderer Menschen das subjektive Verantwortungsgefühl jedes Einzelnen geringer wird.

## Theorie
Die Social-Impact-Theorie stellt bestimmte Bedingungen auf, unter denen ein Mensch am ehesten dem normativen Einfluss einer Gruppe nachgeben wird.
Der Einfluss (Impact), den eine Gruppe auf ein Individuum ausübt, ergibt sich aus:
1. Stärke (Strength): Bedeutung der Gruppe für das Individuum
2. Unmittelbarkeit (Immediacy): räumliche und zeitliche Nähe der Gruppe zum Individuum
3. Anzahl (Number): Anzahl der Gruppenmitglieder

Diese drei Variablen werden als multiplikative Funktion dargestellt: {\displaystyle \textstyle I=f(SIN)} 
Um seine Theorie zu veranschaulichen, bezeichnet Latané sie auch als “Light bulb theory of social relations” (englisch: light bulb „Glühbirne“). Er zieht damit den Vergleich zu Licht, das auf eine Oberfläche scheint. Dieses könne als Multiplikation aus Leistung bzw. Leuchtstärke, Nähe zur Oberfläche und Anzahl der Leuchtmittel gesehen werden.

“This can be called a light bulb theory of social relations: As the amount of light falling on a surface is a multiplicative function of the wattage or intensity of the light bulbs shining on the surface, their closeness to the surface, and the number of bulbs, so the impact experienced by an individual is a multiplicative function of the strength, immediacy, and number of people affecting him or her.”

Der Einfluss einer Gruppe auf ein Individuum ist groß, wenn diese als stark und unmittelbar wahrgenommen wird. Das Individuum wird also eher mit der Gruppe konform gehen, als wenn die Gruppe als unbedeutend und räumlich bzw. zeitlich weit entfernt wahrgenommen wird.
Experimente des Sozialpsychologen Solomon E. Asch zur Konformität haben gezeigt, dass diese zwar mit zunehmender Mitgliederanzahl steigt, sich jedoch ab einer Gruppengröße von mehr als drei Personen kaum noch ändert. Für den Einfluss der Gruppe auf das Individuum macht es einen größeren Unterschied, wenn zu wenigen Personen eine weitere hinzukommt, als wenn die Gruppe bereits groß ist und um ein Mitglied erweitert wird. Je größer die Gruppe, desto geringer wird der Einfluss jedes neu hinzukommenden Mitglieds auf das Individuum.

## Forschungsbeispiele
Der Sozialpsychologe Christian S. Crandall beobachtete 1988 die Auswirkungen von Gruppeneinflüssen auf das individuelle Essverhalten in Studentinnenvereinigungen während eines Studienjahres. In der ersten Vereinigung war es die Norm, so viele Essanfälle wie möglich zu haben. In der zweiten galt als Norm eine mittlere Anzahl, also weder zu häufige, noch zu seltene Essanfälle. Je mehr ein Mitglied der jeweiligen Norm entsprach, desto beliebter war es. Die Untersuchungsergebnisse zeigten, dass Studentinnenvereinigungen einen großen Einfluss auf ihre Mitglieder haben. Sie besitzen meist viele Mitglieder (Anzahl), sind sehr beliebt (Stärke) und zeichnen sich durch häufige bzw. große räumliche Nähe ihrer Mitglieder zueinander (Unmittelbarkeit) aus.
In einer Studie von Martin Fishbein und Kollegen aus dem Jahre 1993 nahmen homosexuelle Männer, die in Gemeinden mit viel Aids-Aufklärung lebten, einen höheren Druck wahr riskantes sexuelles Verhalten zu meiden, als Männer aus Gemeinden, in denen wenig Aids-Aufklärung betrieben wurde.
In einer weiteren Studie von Robert W. Winslow und Kollegen aus dem Jahre 1992 gaben heterosexuelle Studenten an, dass ihre Entscheidung für ungeschützten Geschlechtsverkehr stark von den Normen innerhalb ihres Freundeskreises abhingen.

## Weiterentwicklung
Die Social-Impact-Theorie bezieht sich zwar auf den sozialen Einfluss, den eine Gruppe auf ein Individuum ausübt, lässt jedoch außen vor, inwiefern das Individuum selbst Einfluss auf seine soziale Umwelt ausübt. Daher stellte Latané 1996 eine Weiterentwicklung seiner Theorie vor: die Dynamic Social Impact-Theorie. Sie basiert auf der Annahme, dass es sich bei einer Gesellschaft um ein komplexes System handelt, das aus interagierenden Individuen besteht, die sich gegenseitig beeinflussen. Dieses komplexe System weist vier unterschiedliche Formen der Selbstregulation auf, die sich durch sozialen Einfluss ergeben:
1. Consolidation: Verminderung von Diversität
2. Clustering: räumliche Selbstorganisation
3. Correlation: wachsende Zusammenhänge
4. Continuing Diversity: weiterbestehende Diversität